# Plynárna Karlín
Karlínská plynárna je zaniklá plynárna v Praze, která stála na pozemku mezi Negrelliho viaduktem a ulicemi Sokolovská, Pobřežní a Ke Štvanici v západní části Karlína, v místech bývalé Jeruzalémské zahrady.

## Historie
Plynárna byla postavena v letech 1846–1847 stavitelem Rudolfem Sigismundem Blochmannem pro „Vratislavskou společnost pro výrobu plynu a osvětlování ulic plynem“; plynojemy dodala libeňská Thomasova strojírna. Do provozu byla uvedena 15. září 1847. První karbonizační plynárna v Čechách zásobovala 200 plynových lamp ve vybraných ulicích Prahy. Pro Prahu zajišťovala plyn podle smlouvy do roku 1867, poté jím zásobovala pouze Karlín a předměstské obce. Provoz ukončila v roce 1881, kdy její funkci převzala nově postavená plynárna v Libni.

## Popis
Plynárna měla dva obezděné plynojemy s plovoucím zvonem o obsahu 300 tisíc m³.

## Zajímavosti
Pro park kolem plynárny vytvořil sochař Josef Kamil Alois Böhm (1828–1862) 18 bust průmyslníků.